# Carlos, Duque da Gotalândia Ocidental
Óscar Carlos Guilherme (Estocolmo, 27 de fevereiro de 1861 – Estocolmo, 24 de outubro de 1951) foi terceiro filho do rei Óscar II da Suécia e de sua esposa a rainha Sofia de Nassau. Através de seus filhos, Carlos é ancestral das atuais famílias reais norueguesa, belga e luxemburguesa.
Em 27 de agosto de 1897, Carlos desposou sua prima, a princesa Ingeborg da Dinamarca, filha de Frederico VIII. A mãe de Ingeborg, a rainha Luísa, era sua prima-irmã. O casal teve quatro filhos:
- Margarida da Suécia (1899-1977), esposa do príncipe Axel da Dinamarca.
- Marta da Suécia (1901-1954), esposa de Olavo V da Noruega.
- Astrid da Suécia (1905-1935), esposa de Leopoldo III da Bélgica.
- Carlos, Duque da Gotalândia Oriental (1911-2003).

O príncipe chegou a ser considerado um candidato ao trono da Noruega, quando este país decidiu separar-se da Suécia. A oposição de seu pai, porém, acabou com esta possibilidade, e o escolhido acabou sendo um irmão da esposa de Carlos, o futuro Haakon VII da Noruega.
O duque da Gotalândia Ocidental teve uma carreira militar, alcançando o posto de general de cavalaria. Ocupou o cargo de presidente da Cruz Vermelha da Suécia de 1906 até 1945. Foi membro também de diversas organizações humanitárias internacionais.